# 하영효
하영효(河泳孝, 1954년 3월 20일 ~ )는 대한민국의 제25대 산림청 차장을 역임한 공무원이다. 본관은 진주이고, 출생지는 경상남도 하동군이다.

## 학력
- 진주농림고등학교 졸업
- 경희대학교 토목공학 학사
- 조지아 주립 대학교 대학원 농경제학 석사
- 조지아주립대학교 대학원 농경제학 박사

## 경력
- 농림부 투자심사담당관
- 농림부 친환경농업정책과장
- 농림부 농업연수원장
- 농림부 농업정책국장
- 농림부 국제수산관
- 농림부 수산정책실 수산정책관
- 농림부 시장과장
- 농림부 정보화진흥담당관
- 농림부 기술협력과장
- 산림청 산림인력개발원장
- 농림수산식품부 국제농업국장
- 농림수산식품부 국립농산물품질관리원장
- 산림청 차장
- 한국농림수산정보센터 사장
- 농림수산식품교육문화정보원장

## 수상
- 1992년 : 우수공무원 대통령 표창
- 2000년 : 근정포장

## 참고
| 전임 이상길 | 제25대 산림청 차장 2010년 10월 19일 ~ 2011년 12월 15일 | 후임 김남균 |